# San Pawl Milqi
San Pawl Milqi est un site archéologique maltais situé près du village de Burmarrad, sur le flanc d'une colline dominant la plaine fertile de Barmarrad et de la baie de Salina. Comme souvent à Malte, le site est utilisé pendant plusieurs époques (préhistorique, phénicienne, romaine, chrétienne) mais les restes les plus importants datent de l'époque romaine et révèlent une importante villa agricole centrée sur la culture de l'olivier. Une petite église se dresse sur le site évoquant le souvenir du débarquement de saint Paul à Malte.

## Époque préhistorique
Le site a révélé la présence de trois tombes préhistoriques de la phase Żebbuġ (4100 – 3800 av. J.-C.) ainsi que de nombreux tessons d'époque chalcolithique de la phase Borġ in-Nadur (1500 – 725 av. J.-C.).

## Époque punique
La présence punique sur le site est attestée par deux tombes datées du IIIe siècle av. J.C. ainsi que par un fragment d'inscription funéraire de la même époque, retrouvé comme dalle d'étanchéité et de nombreux tessons de céramique punique. La forme de certains pressoirs à olive est également d'inspiration punique.

## La Villa romaine

### L'exploitation agricole

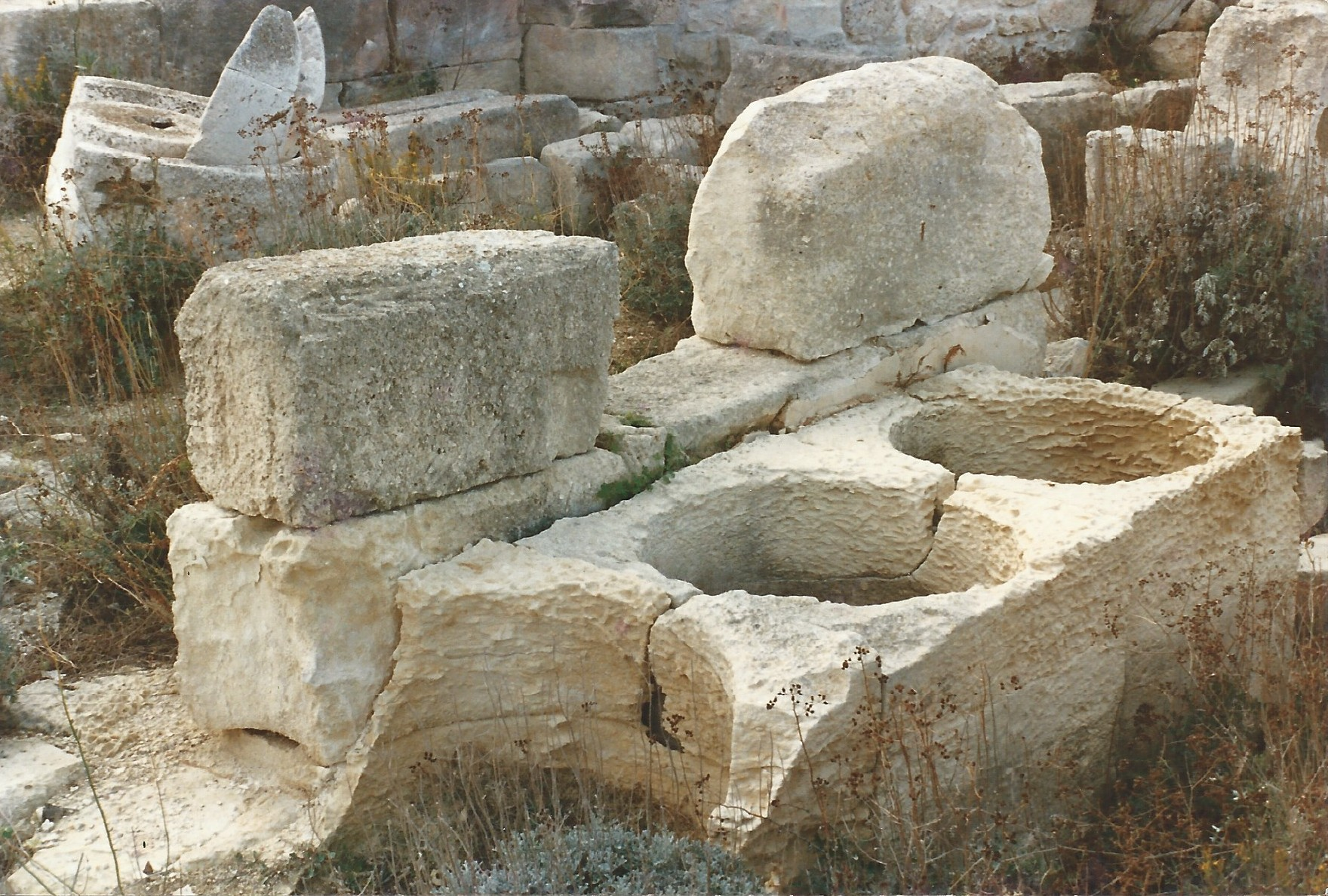
Installations agricoles en pierre sur le site

C'est de loin la plus grande villa agricole mise au jour à Malte, s'étendant sur 2 500 m2. Elle a été exploitée pendant au moins six siècles, du IIe siècle av. J.C. au IVe siècle ap. J.-C. Les bâtiments ont subi de nombreux remaniement au cours des siècles. La plupart des murs sont construits selon la technique romaine de l'opus quadratum, quelques-uns en calcaire corallien.
La plupart des pièces archéologiques retrouvées étaient en relation avec l'exploitation et la transformation de l'olive : plusieurs broyeurs d'olives (trapetum) dont certains intacts et des pressoirs (prela). On a mis au jour également tout un réseau de canalisations et d'installations diverses concernant le traitement des olives. La présence de plusieurs débris d'amphores évoque une exportation maritime de la production d'huile d'olive. Il est à noter qu'aucune exploitation de ce type n'existe à Malte de nos jours.
D'autres outils agricoles sont également identifiés : des meules de lave noire qui servaient à broyer des céréales, et divers volumes de stockage : citernes d'eau, silo de céréales, nombreux tessons d'amphore.

### Maison d'habitation
Des quartiers d'habitation révèlent que l'ensemble du site n'était pas uniquement orienté vers la production agricole. Un bâtiment en particulier semble avoir compris deux étages. On y a retrouvé de nombreux éléments architecturaux comme des restes de colonnes et de chapiteau dorique qui suggèrent la présence d'un portique ou d'un péristyle. Les murs étaient peints en imitation de marbre, sans élément figuratif retrouvé. Quelques tesselles ont été signalées, mais sans mosaïque retrouvée.

### Fonction défensive
Un mur semi-circulaire a été découvert dans l'angle sud-ouest, évoquant fortement un bastion défensif. La structure n'est pas datée mais les rapports de fouille le mettent en relation avec l'insécurité régnant en Méditerranée avant la troisième guerre punique (149-146 av. J.-C.). La villa est située dans une position stratégique, dominant la baie de Salina, alors navigable.
Une autre structure dans l'angle sud-est est interprétée comme une tour carrée à la fonction défensive similaire. Elle semble toutefois être beaucoup plus tardive et plutôt en lien avec les temps troublés du IIIe siècle ap. J.-C.

Un incendie a ravagé la villa vers le IIIe siècle ap. J.-C., mais elle fut reconstruite et poursuivit son activité. C'est la seule villa connue sur l'île montrant clairement des signes d'activité après la fin de l'Empire romain d'occident,.

## Époque médiévale et moderne
Une partie de la villa, sous l'église du XVIIe siècle, semble avoir été utilisée longtemps après l'époque romaine, probablement en lien avec une vaste citerne à proximité.

### L'église de San Pawl Milqi

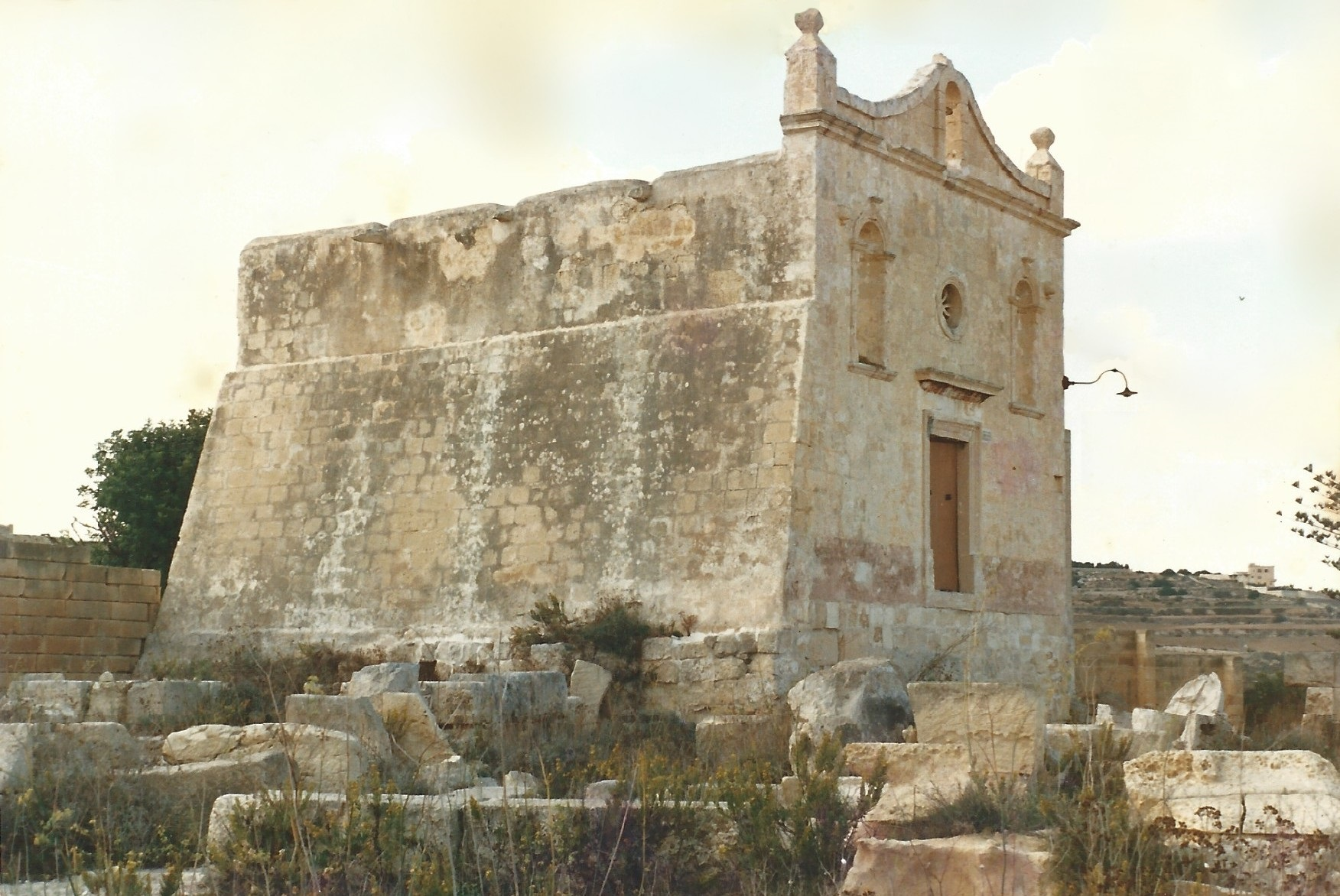
L'église San Pawl Milqi

Une église d'époque médiévale se dressait sur le site, elle fut ensuite remplacée par une nouvelle église entre 1616 et 1622, située exactement au même endroit, mais légèrement plus grande. San Pawl Milqi signifiant en maltais « Saint Paul le bienvenu ». La tradition maltaise associe la villa romaine à la résidence de Publius, le gouverneur de Malte au moment de l'arrivée de saint Paul.
Lors des fouilles de l'édifice, une rangée de pierres en demi-cercle a été interprétée comme preuve de l'ancienneté de l'église primitive, datée du XIIe siècle environ. L'église primitive a été construite dans le corps principal de la villa romaine et alignée de telle sorte que l'axe principal de son abside passe sur l'orifice d'un réservoir d'eau. On a voulu y voir un arrangement délibéré pour mettre en valeur la citerne qui aurait été utilisée par saint Paul pour baptiser Publius, son père malade et les premiers chrétiens maltais. La citerne semble avoir été jugée particulièrement importante puisqu'on réutilisa un fragment de marbre antique de bonne qualité pour en former l'orifice. Des graffitis gravés sur des blocs de calcaire ont été interprétés comme la représentation d'un homme barbu (Paul ?), d'un navire (celui du naufrage ?) et d'une inscription en grec (Paulus ?), mais ces interprétations ont été jugées comme largement abusives.
Ces maigres indices ont fait l'objet de nombreuses spéculations sur un lieu de culte associé au débarquement de saint Paul à Malte, mais les traces archéologiques sont trop minces pour qu'il y ait quelque certitude,.

## Découverte et fouilles du site
Les premières fouilles datent de 1878-1879. Mais l'essentiel des connaissances sur le site date de la mission archéologique italienne entre 1963 et 1968.

## Le site aujourd'hui
Le site est géré par l'organisme d'état Heritage Malta. Il est fermé au public mais peut se visiter sur rendez-vous.